# Mixtechi

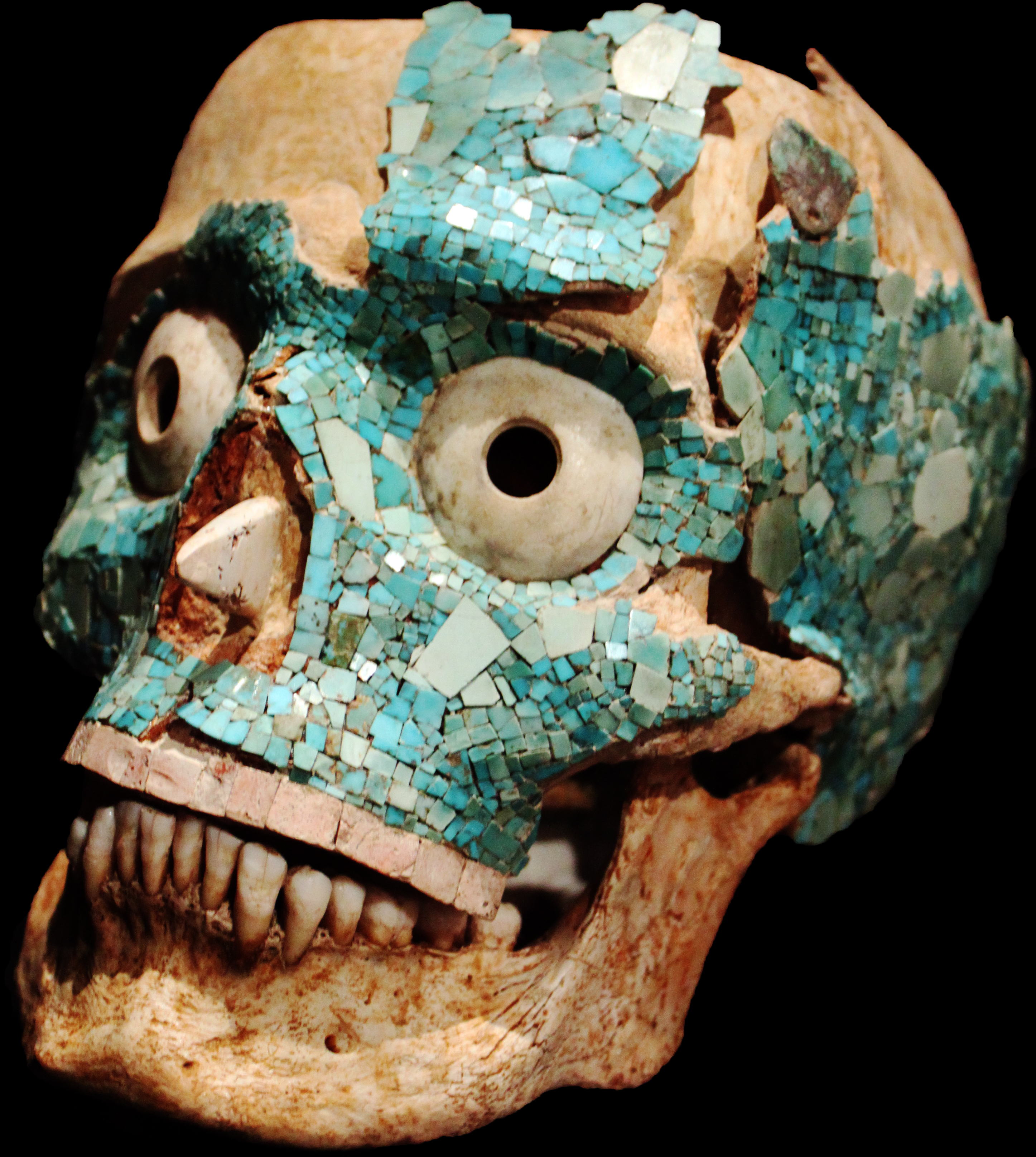
Maschera mixteca di giada rinvenuta a Monte Albán, risalente tra il 1300 ed il 1350.

I Mixtechi o Mistechi (pron. /mis'tɛki/ o più precisamente /miʃ'tɛki/, sing. mixteca, dal nahuatl: mixtēcah, /miʃ'teːkaʔ/, sing. mixtēcatl, /miʃ'teːkatɬ/) sono un popolo indigeno mesoamericano che risiede nello stato messicano dell'Oaxaca. Il loro linguaggio rappresenta un ramo importante della famiglia linguistica otomangueana.
Il termine mixteco deriva dalla parola azteca mixtecapan, che significa "luogo del popolo delle nuvole". L'area dove viene parlato il mixteco è nota come La Mixteca. I Mixtechi chiamano se stessi ñuu savi, ñuu djau, ñuu davi, naa savi, e così via, a seconda dei dialetti usati nella loro lingua: il Sa'an Davi, il Da'an Davi e il Tu'un Savi.

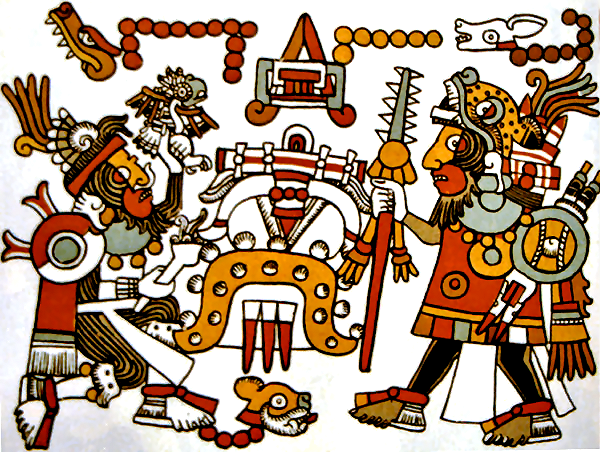
Il re mixteco Iya Nacuaa Teyusi Ñaña (a destra) nel codice precolombiano Zouche-Nuttall.

## Storia
Nell'era precolombiana, i Mixtechi erano una delle principali civiltà del Mesoamerica. Tra i più importanti centri di questo popolo si ricordano la capitale, Tilantongo, assieme alle città di Achiutla, Cuilapan, Huamelupan, Mitla, Tlaxiaco, Tututepec, Juxtlahuaca e Yucuñudahui. I Mixtechi edificarono le loro costruzioni nell'antica città di Monte Albán (originariamente fondata e governata dagli Zapotechi, finché i Mixtechi non ne assunsero il controllo). Le produzioni degli artigiani Mixtechi, realizzate in pietra, legno, e metallo erano molto apprezzate in tutto il Mesoamerica.
Verso la fine del XV secolo, i Mixtechi vennero sottomessi dall'imperatore azteco Ahuitzotl, circa 30 anni prima dell'arrivo dei conquistadores spagnoli. Quando successivamente essi sbarcarono sulle coste messicane, i Mixtechi gli opposero resistenza in tutti i modi, finché non vennero soggiogati definitivamente da loro e dagli alleati guidati da Pedro de Alvarado.

## Geografia

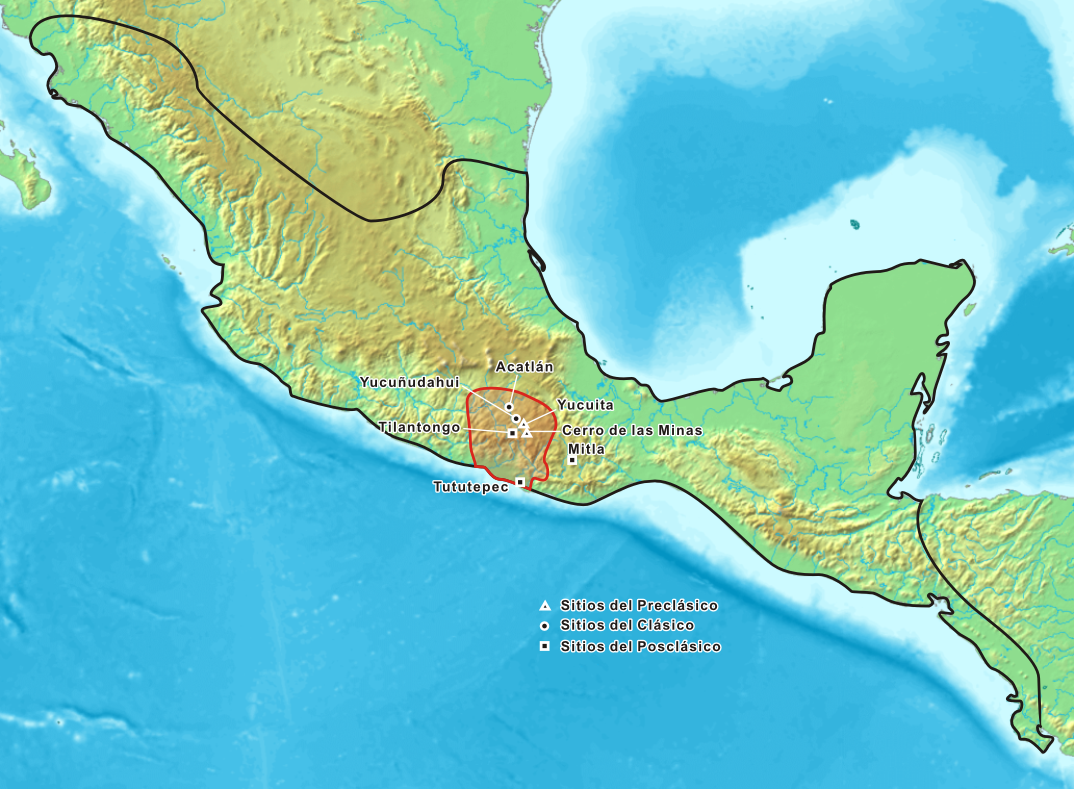
Mappa storica dell'area mixteca. I triangoli indicano siti archeologici pre-classici, i cerchi siti classici e i quadrati siti post-classici.

L'area in cui vivono i Mixtechi, sia storicamente sia attualmente, corrisponde pressappoco alla metà occidentale dello stato dell'Oaxaca, senza contare che alcune comunità mixteche sono presenti anche nei vicini stati di Puebla e Guerrero.
I Mixtechi vengono generalmente suddivisi in tre zone geografiche e culturali: la Mixteca Alta, che vive sulle montagne attorno alla valle di Oaxaca; la Mixteca Bassa, che risiede a nord e ad oveste delle suddette montagne, e la Mixteca della Costa, situata nelle pianure meridionali e sulla costa dell'Oceano Pacifico. Per gran parte della storia dei Mixtechi, la Mixteca Alta ha rappresentato la forza politica dominante, con le capitali piazzate sulle montagne centrali. La valle di Oaxaca era spesso contesa tra i due popoli confinanti in quel territorio, i Mixtechi ed i Zapotechi.

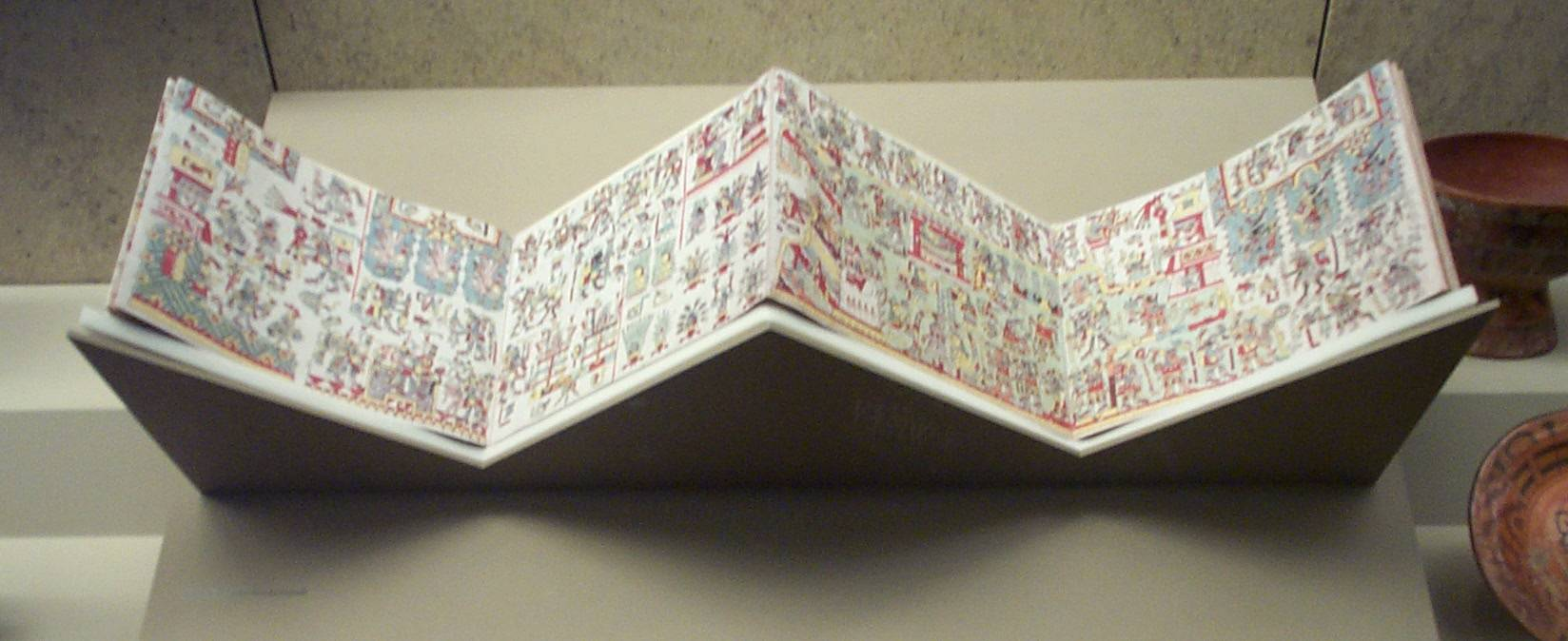
Codice Zouche-Nuttall, ora custodito al British Museum

Un'antica cava del bacino di Coixtlahuaca, Ndaxagua, nota anche come El Puente Colosal (Il Ponte Colossale) costituiva un importante luogo sacro per i Mixtechi. I siti principali conosciuti sono Cerro de las Minas, Etlatongo, Mitla, Ndaxagua, Tututepec, Yucuita.

## Linguaggio e codici

Parlanti di Mixteco in Messico nel 2000

Si è stimato che alla fine del XX secolo la lingua mixteca (comprendente numerose varianti) venisse parlata da circa 300.000 individui, sebbene la maggioranza di tale gruppo abbia un approccio maggiore con lo spagnolo per motivi di lavoro. Alcune lingue che derivano da quella mixteca prendono il nome dai popoli che la utilizzano, in particolare i Cuicatechi e i Triqui.
I Mixtechi sono abbastanza noti nel mondo dell'archeologia per i loro codici, con i quali, attraverso dei geroglifici, scrivevano la loro storia e le genealogie su pelli di cervo. La storia più famosa scritta con i codici mixtechi è quella di Otto Cervo, così chiamato per via del giorno in cui era nato, il cui nome personale era Artiglio di Giaguaro. La sua storia epica è riportata in diversi codici, compresi il Codice Bodley ed il Codice Zouche-Nuttall. Questo personaggio leggendario conquistò ed unì gran parte della regione mixteca.